# Стояновский (хутор)
Стояновский — исчезнувший хутор в Зимовниковском районе Ростовской области. Хутор располагался на правом берегу реки Малая Куберле, примерно в 12 км к северо-западу от посёлка Зимовники.

## История
Дата основания не установлена. В начале XX века входил в юрт калмыцкой станицы Ново-Алексевской.
Согласно Алфавитному списку населённых мест области войска Донского 1915 года издания в хуторе Стояновском станицы Ново-Алексеевской насчитывалось 78 дворов, в которых проживало 227 душ мужского и 197 женского пола человек.
В результате Гражданской войны население хутора резко сократилось. Согласно первой Всесоюзной переписи населения 1926 года в хуторе Стояновском Кутейниковского сельсовета проживало 162 человека, все — калмыки.
В 1929 году хутор включён в состав Калмыцкого района Сальского округа (округ ликвидирован в 1930 году) Северо-Кавказского края (с 1934 года — Азово-Черноморского края, с 1937 года — Ростовской области). Являлся центром Стояновского сельсовета. В 1932 году в хутор Стояновский были переселены калмыки, проживавшие в бывшей станице Потаповской.
В марте 1944 года калмыцкое население было депортировано, Калмыцкий район была упразднён, а хутор включён в состав Зимовниковского района Ростовской области.

## Население
Динамика численности населения
| 1915 | 1926 |
| ---- | ---- |
| 423  | 162  |